# Асавелюк Сергій Іванович
Асавелю́к Сергі́й Іва́нович (нар. 17 лютого 1970) — український правоохоронець, полковник ГУ ВВ МВС України, екс-боєць спецпідрозділу Служби безпеки України «Альфа». Один з підозрюваних у розстрілі людей під час Євромайдану. Учасник війни на сході України.

## Життєпис
У спецпідрозділі СБУ «Альфа» Асавелюк почав служити у 1992 році. У 2000-их очолював туристичний комплекс «Либідь», до складу якого входив і готель «Русь», що був незаконно захоплений групою невстановлених озброєних осіб на чолі з працівником виконавчої служби Печерського району. Протягом 2005–2010 років був особистим охоронцем мера Одеси Едуарда Гурвіца. У 2009 році обіймав посаду експерта з питань безпеки Партії Зелених України. З 2012 року очолював окремий загін спеціального призначення управління Кримського територіального командування внутрішніх військ. Наприкінці травня 2013 року обійняв посаду начальника відділу координації спецпризначення Управління бойової та спеціальної підготовки ГУ ВВ МВС України. Вважається одним з найкращих снайперів України, принципово не носить шолом.
Під час Євромайдану у грудні 2013 року керував групою осіб спортивної статури у штатському, яка знаходилася у Верховній Раді під час голосування за віставку уряду Миколи Азарова. Разом із своїми людьми перебував у Маріїнському парку 18 лютого, однак пізніше заперечив будь-які зв'язки з «тітушками», відзначивши, що ними займалися інші люди, а він виконував свої завдання. Після трагічних подій 20 лютого на Інститутській, коли урядовими снайперами було розстріляно велику кількість протестувальників, народний депутат Олег Ляшко на фотографіях упізнав серед спецпризначенців Сергія Асавелюка, що командував одним із загонів снайперів. Різні джерела повідомляли, що це був спецпідрозділ «Тінь», «Омега» або «Лаванда» (за словами Асавелюка «Лаванду» було розформовано ще у 2012 році). 25 лютого Сергій Асавелюк разом з командиром спецпідрозділу «Омега» провів прес-конференцію, на якій заперечив причетність до масових розстрілів.
31 березня, після інциденту зі стріляниною з боку члена «Правого сектора» Андрія Козюбчика на Європейській площі, до готелю «Дніпро», де на той час розташовувався штаб організації, разом з бійцями «Альфи» прибув і полковник Асавелюк, чим спричинив неабиякий суспільний резонанс. Наступного дня заступник Міністра внутрішніх справ Сергій Яровий пояснив, що за результатами перевірки Генеральної прокуратури усі підозри з Асавелюка було знято.
Під час війни на сході України командував підрозділом спеціального призначення Національної гвардії, головним завданням якого була снайперська робота та розвідка. Як командир групи 5 травня 2014 брав участь в першому бою українського спецназу з проросійськими бойовиками під Слов'янськом.